# Marcin Grabowski (kardiolog)
Marcin Dominik Grabowski – polski kardiolog, dr hab. nauk medycznych, profesor I Katedry i Kliniki Kardiologii i prodziekan Wydziału Lekarskiego Warszawskiego Uniwersytetu Medycznego.

## Życiorys
W 2000 ukończył studia medyczne w Akademii Medycznej w Warszawie, 23 listopada 2005 obronił pracę doktorską Integracja skal ryzyka i czynnika natriuretycznego typu B w systemie eksportowym dla ostrych zespołów wieńcowych, 12 października 2011 uzyskał stopień doktora habilitowanego. 17 kwietnia 2019 nadano mu tytuł profesora w zakresie nauk medycznych. Został zatrudniony na stanowisku adiunkta w  I Katedrze i Klinice Kardiologii na I Wydziale Lekarskim z Oddziałem Stomatologicznym Warszawskiego Uniwersytetu Medycznego.
Jest profesorem I Katedry i Kliniki Kardiologii, oraz prodziekanem na Wydziale Lekarskim Warszawskiego Uniwersytetu Medycznego, a także sekretarzem Polskiego Towarzystwa Kardiologicznego.
W 2023 został odznaczony Brązowym Krzyżem Zasługi.